# Andirá EC
Az Andirá Esporte Clube egy 1964-ben létrehozott brazil labdarúgócsapat Rio Branco városából. Az együttes Acre állam első osztályának részt vevője.